# Leuchtturm Ainaži
Der Leuchtturm Ainaži befindet sich in der lettischen Hafenstadt Ainaži (deutsch Hainasch). Er wurde 1930 gebaut, zunächst für die Bedürfnisse des nahe gelegenen Hafens von Hainasch. Während des Zweiten Weltkriegs wurde der Hafen 1944 von der deutschen Luftwaffe bombardiert. Nach Zerstörung der Fischverarbeitungsanlage und anderer Infrastrukturen war der Leuchtturm nicht mehr in Betrieb. Während der Sowjetzeit wurden Stadt und Hafen wieder aufgebaut und der Leuchtturmbetrieb aufgenommen. In den 1990er Jahren konnte der Leuchtturm nach Restaurierung der Öffentlichkeit zugänglich gemacht werden. Als nördlichster Leuchtturm Lettlands ist er eine bedeutende Attraktion für Touristen in der Grenzregion zu Estland.